# Ремнелепестник адриатический
Ремнелепе́стник адриати́ческий (лат. Himantoglóssum adriáticum) — вид цветковых растений рода Ремнелепестник (Himantoglossum) семейства Орхидные (Orchidaceae).

## Ботаническое описание
Многолетнее травянистое растение высотой 50—70 см. Листья до своего опадания продолговатые или ланцетные, 10—12 см длиной и 4—5 см шириной.
Цветение с мая по июнь. Соцветие содержит 25—40 цветков. Цветки с приятным ароматом, двуполые, зигоморфные. Образующие шлем чашелистики и лепестки попарно срастаются. Шлем снаружи бело-розовый, с коричнево-красными прожилками, внутри зеленоватый. Губа глубоко надрезана на три доли, опушена красно-коричневыми волосками. Концы долей слегка закручены. Шпорец 2—4 мм длиной.
Опыление осуществляется пчёлами, собирающими нектар. Нектар образуется клетками шпорца в виде крошечных капель. 

### Цикл развития
Развитие растения начинается осенью, после окончания дождей, и к зиме успевают образоваться листья и новый клубень. Рост продолжается в течение зимы, так что листья могут повреждаться морозом. Следующая фаза развития начинается ранней весной. В течение этого периода клубень растёт, и в мае происходит цветение растения. В сухих местах растение теряет листья, чтобы уменьшить тем самым потери воды. Летом растение формирует дочерние клубни, и цикл развития повторяется сначала. 

## Распространение
Ремнелепестник адриатический встречается в Австрии, Италии, Чехии, Словакии, Венгрии, Хорватии и Сербии до Молдовы.